# 紋別空港
紋別空港（もんべつくうこう、Monbetsu Airport）は、北海道紋別市にある地方管理空港（旧: 第三種空港）である。愛称はオホーツク紋別空港（オホーツクもんべつくうこう Okhotsk-Monbetsu Airport）。

## 概要

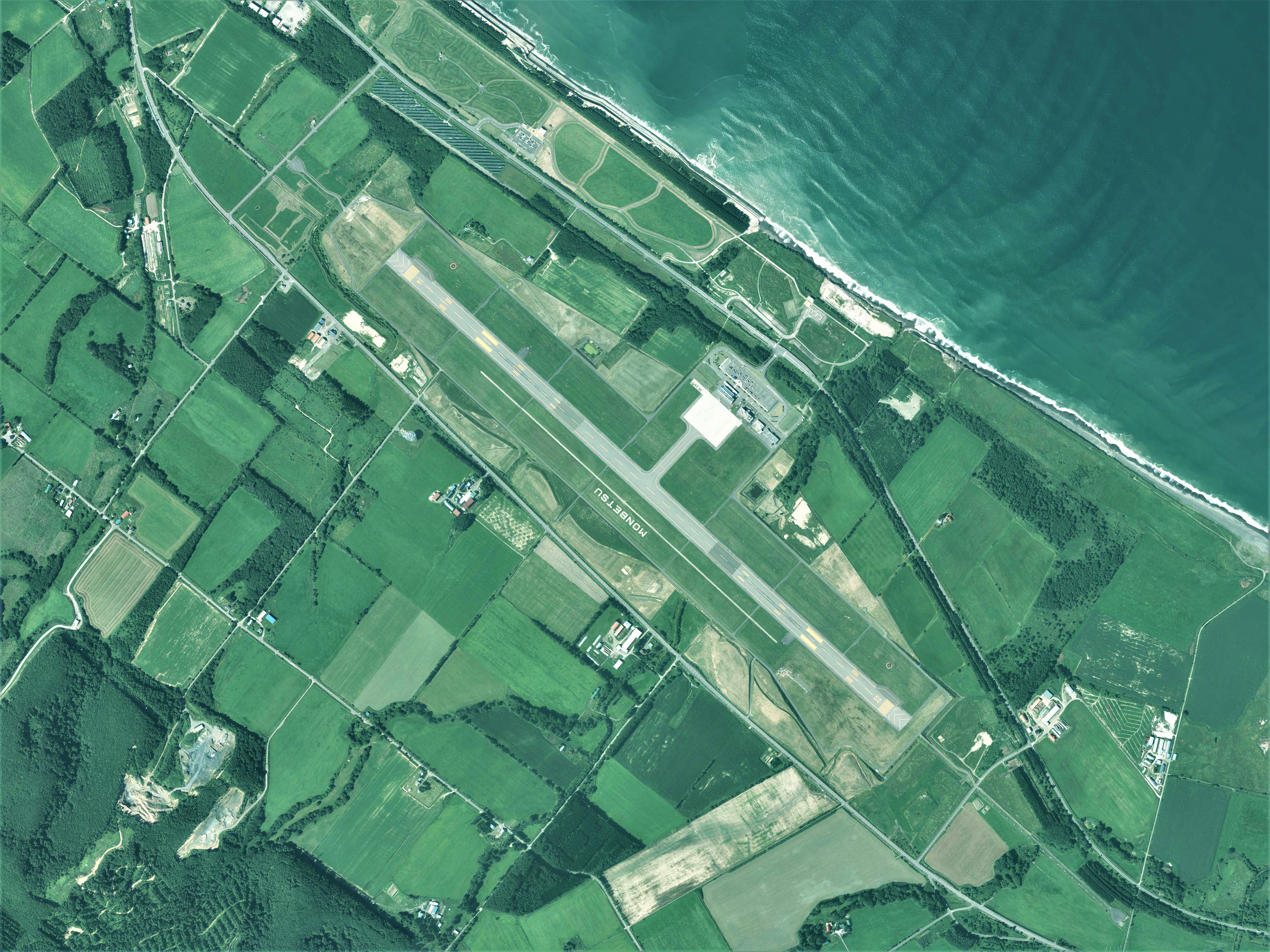
紋別空港周辺の空中写真。
2014年8月29日撮影の6枚を合成作成。
。

オホーツク管内北部、遠紋圏の中心都市である紋別市に所在。中心部のバスターミナル（名寄本線紋別駅跡）から約7km、車で15分程度、南部の中心となる遠軽町からは約35km、車で40分程度の場所に位置する。道路を挟んだすぐ先にオホーツク海があるなど、豊かな自然に恵まれている。
年間利用客数は、国内66,428人（2023年度）。
遠紋圏では鉄道の廃止が進んでおり、交通機関の基盤として空港に対する期待は高い。しかし、道路事情の改善や高速バスの台頭で丘珠空港と新千歳空港への北海道内路線が2007年に廃止され、2024年現在は東京国際空港（羽田空港）への1路線のみとなっている。その東京線も慢性的に需要が低迷していたが、近年の旅行客増加に伴い2019年度は約77,000人と増加傾向にある。しかしながら2010年3月9日の国土交通省発表によると、紋別空港は需要予測に対する達成率が一番悪いことがわかり、紋別市は空港存廃に関わるのではないかと危機感を強めている。空港を管理する北海道では国内・国際チャーター便の着陸料減免を行い、2011年7月1日からは国際チャーター便の着陸料は全額免除となったが、受け入れ態勢で課題が残る。
2011年4月1日に紋別空港、女満別空港、中標津空港、釧路空港、帯広空港の各空港ビル会社が連携した道東5空港のポータルサイト「ひがし北海道5空港ネット」が開設され、空港利用や観光地の誘客の地域間連携を強めている。

## 統計

### 利用者数
元のウィキデータクエリを参照してください.

## 歴史

### 建設計画から供用開始まで

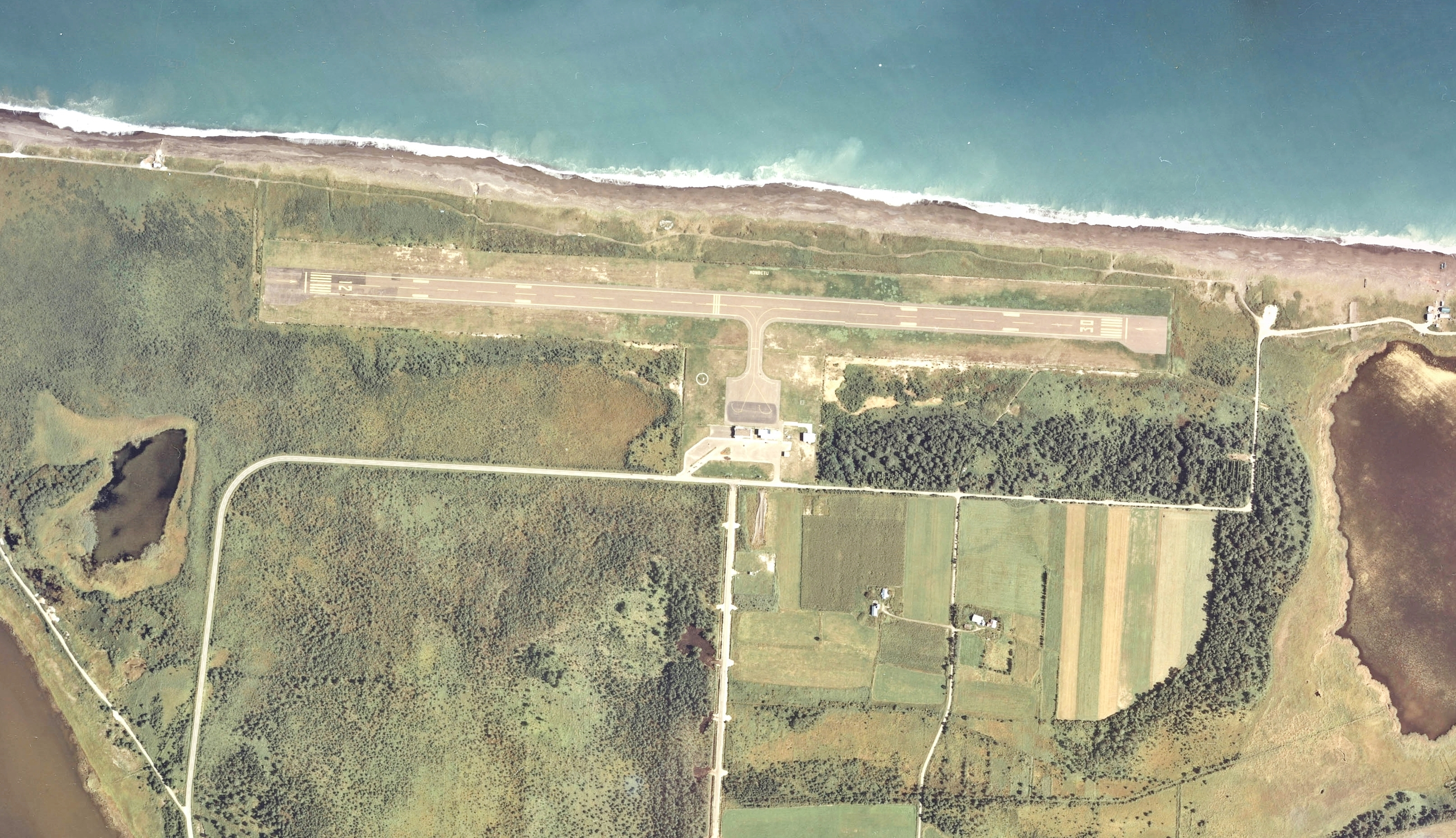
1977年に撮影された、旧紋別空港の空中写真
画像上方がオホーツク海、左側下方にコムケ湖、右側にシブノツナイ湖。
。1977年撮影の2枚を合成作成。

1952年（昭和27年）に策定された第一次北海道総合開発計画および1956年（昭和31年）に制定された空港整備法により、北海道内でも地方空港が相次いで建設された。交通体系の整備が遅れていた遠紋圏でも道央と直結する航空路線、すなわち空港を建設する機運が高まった。1960年（昭和35年）より関係町村などが、第2次鳩山一郎内閣で北海道開発政務次官を務めた紋別出身の松田鉄蔵の後押しを得て、運輸省航空局や北海道開発庁に必要性を訴えた。この結果、1962年（昭和37年）に策定された第二次北海道総合開発計画で設置が取り上げられ、調査費が計上された。
建設地はいくつかの候補が挙げられ、調査の結果1927年（昭和2年）8月に東京飛行機学校の練習機が飛行機の普及目的などで飛来した実績があるコムケ湖とシブノツナイ湖に挟まれた347,986平方メートルの平坦地に決定した。1963年（昭和38年）10月21日に起工式を行い建設を開始した。工事は順調に進み1966年（昭和41年）5月に竣工した。同年7月21日付の運輸省告示第244号により、北海道内11番目の空港として紋別空港の供用が開始された。総事業費は301.70百万円だった。

### 航空会社招致と路線申請の難航
空港は予定通りに完成したものの航空会社の招致は難航した。当初は北日本航空に乗り入れを要請したが、当時航空業界は再編の途にあり、北日本航空は他2社と統合し日本国内航空となった。その日本国内航空からは累積赤字の増大を理由に就航できないとの回答であった。次に稚内 - 利尻の不定期路線や弟子屈を基地とした遊覧飛行の運航を行っていた横浜訓盲学院に打診したところ、北海道での航空事業拡大を計画していたところであったことから要請を快諾した。1966年（昭和41年）5月に丘珠とを70分で結ぶ不定期路線および、紋別を基地とした遊覧飛行の認可を申請した。
空港施設はすでに完成していることから早期認可を要請したが、航空局は当時60分を超える路線に小型機の就航を認可した例はないことと、旭川以西が日本国内航空が運航する旭川 - 丘珠と競合するとの見解から、紋別 - 旭川の路線として申請するよう指導があった。しかし紋別市など関係市町村の札幌直通に対する要望は強く、所要時間が60分を超えても機体性能上問題はないことから地元の意向を反映することとし、路線開設審査を経て7月22日に紋別 - 丘珠線（日本国内航空との共同運航）と旭川線、遊覧飛行の就航を認可した。8月10日に開港式を挙行。運輸省航空局のYS-11、北海道航空協会のターボフロップ機、横浜訓盲学院の道内常駐セスナ機4機の計6機が飛来し、セスナ機の編隊飛行で開港を祝った。供用開始から遅れること3週間の8月11日、旅客定員5名のセスナ206Aで運航を開始した。

### 路線就航、運航停止
初年は10月28日までの運航予定期間のうち、丘珠線は午前中1往復であったこともあり利用率は34.2 %と低調だった。旭川線は乗客がまったく集まらず、期間中4往復のみの運航で利用客は10名に止まり翌年付で廃止された。4つのコースが設定された遊覧飛行は好調で836名が利用した。翌1967年（昭和42年）は運航時間を調整し、札幌日帰り利用も可能とするダイヤを設定し利用率が向上した。1968年（昭和43年）は運航開始が5月に早まりさらに向上した。1969年（昭和44年）は機材を旅客定員9名のセスナ402Aに変更し、所要時間を50分に短縮した。7月から9月までの夏期は午前と午後の2往復化が実現した。この年は紋別市の助成により、運賃がこれまでの4,800円から国鉄グリーン車並の4,300円へ値下げが行われ、利用率は64.3 %となったが路線収支の改善には至らなかった。横浜訓盲学院は同年7月に航空事業部を分離独立させ横浜航空を設立し、引き続き運航にあたった。
1970年（昭和45年）と1971年（昭和46年）も夏期2往復化が行われたが、運賃値上げの影響で利用率は低迷した。
1972年（昭和47年）は、5月1日より11月までの予定で片道女満別経由の三角運航を取り止め、1日1往復のスケジュールで運航を開始した。
同年5月30日、紋別発丘珠行が樺戸郡月形町の山中に墜落する横浜航空そよかぜ号墜落事故が発生し、乗員2名と乗客8名の計10名全員が犠牲となった。横浜航空はこの事故をきっかけに運航停止に追い込まれ、紋別空港は路線がなくなった。

### 日本近距離航空設立、運航再開
事故をきっかけに空港管理体制や安全対策が改めて問われた。運輸省は横浜航空では現状の安全基準を受け入れることすら難しい状態であると判断し、離島や地方都市と拠点都市を結ぶ近距離輸送を専門とした航空会社の設立を要請した。これを受けて1974年（昭和49年）3月13日、日本航空（以下JALと表記）大手や小型機業界など航空会社や保険会社、北海道などの出資で日本近距離航空（現: エアーニッポン、以下ANKと表記）を設立。同年10月15日より丘珠 - 紋別線、稚内線などが事故以来約2年5箇月振りに再開した。旅客定員19名のDHC-6を使用した1日1往復の定期路線だが、所要時間は70分とセスナ206A就航時に逆戻りした。また、紋別市が行っていた空港管理が1973年（昭和48年）8月1日より北海道へ移管され、管理体制の強化が図られた。
再開年は10月31日まで運航された。1975年（昭和50年）と1976年（昭和51年）は5月から11月までの運航で、運航機材がDHC-6になり就航率は向上したものの、定員増加や運賃値上げの影響で利用率は40 %前後に低迷した。1977年（昭和52年）は前年の国鉄運賃大幅値上げによるいわゆる「国鉄離れ」の旅客を吸収し50 %台を回復した。これまで降雪期は運休としていたが、1978年（昭和53年）1月15日まで延長された。同年の運航開始も3月16日からに早められ、この年は就航以来最高の64.9 %を記録した。休止は1979年（昭和54年）1月16日から3月31日までを最後に、完全な通年運航となった。同年は65.1 %の利用率となり、1980年（昭和55年）5月から2往復の運航となった。しかし座席数増加や運賃値上げで利用率は下降した。1981年（昭和56年）は7月15日までは前年通りの運航であったが、7月16日より旅客定員64名のYS-11が就航した。所要時間は50分となったが、1往復に戻されたため利便性の低下は否めず、同年こそ45.3 %の利用率であったが1982年（昭和57年）からは40 %を確保するのも難しい状況だった。紋別市などは2往復化による利便性の向上を求めた。

### 千歳線就航、新空港建設へ
1988年（昭和63年）11月、遠紋圏12市町村が「オホーツク紋別空港整備促進期成会」を結成しジェット化や東京線就航など整備促進運動を開始した。1989年（平成元年）5月1日にJR名寄本線が廃止されたことから航空路線はますます重要となった。加えて紋別市など一部自治体では、住民を対象にほぼ半額となる助成を行ったところ乗客数は右肩上がりとなった。ANKはこれを受けて1990年（平成2年）8月1日より千歳線を開設。丘珠→紋別→千歳→紋別→丘珠の機材繰りで、千歳から各地への乗り継ぎも容易となった。住民助成を行っていなかった町村でもこれを機に始め、路線維持や利用率向上を目指しジェット化への下準備とした。
1991年（平成3年）11月29日に発表された第6次空港整備五箇年計画に新紋別空港建設が盛り込まれた。紋別空港は湖に挟まれて拡張が難しいことから、元紋別と小向に跨った国道238号・国道239号沿いに新設移転することとなり、1994年（平成6年）に建設を開始した。ジェット化へ向けて好調な利用率を維持したいところであるが、この頃にはすでにバブル景気は崩壊しており、後のアジア通貨危機や高速道路建設など道路状況の改善による自家用車移動の増加などが影響し徐々に低下していった。1996年（平成8年）8月には紋別市・滝上町と札幌市を結ぶ高速バス路線が開設されたことにより、運賃の高い航空便は敬遠され、1997年（平成9年）は丘珠線が35.6 %、新千歳線が43.5 %にまで低下した。新千歳線は1998年（平成10年）1月8日から運休となり、流氷観光期の2月から再開されたものの4月30日の運航をもって休止されている。

### 新空港供用開始、旧空港廃止
新空港建設は順調に進んだ。総事業費130億円を掛け、約3倍の125万4,646平方メートルに2,000メートルの滑走路を建設。5年あまりの工期をかけ1999年（平成11年）8月に竣工した。開港日はぞろ目を狙い11月11日、開港式開始は午前11時（平成11年11月11日午前11時）とすることを決定した。紋別空港は11月10日をもって運用を終了し、翌日付ですべての機能を新紋別空港へ移管し廃止された。運航は引き続きANKが担い、丘珠線はジェット機が就航できないことから休止とし新千歳線を再開した。機材大型化による利用率低下が心配されたが、同年の利用率は11月10日まで旅客定員64名のYS-11が就航した丘珠線が46.1 %であったのに対し、旅客定員126名のB737-500で62.4 %と、2か月弱の数値であるが好調な滑り出しを見せた。

#### 旧空港跡地活用

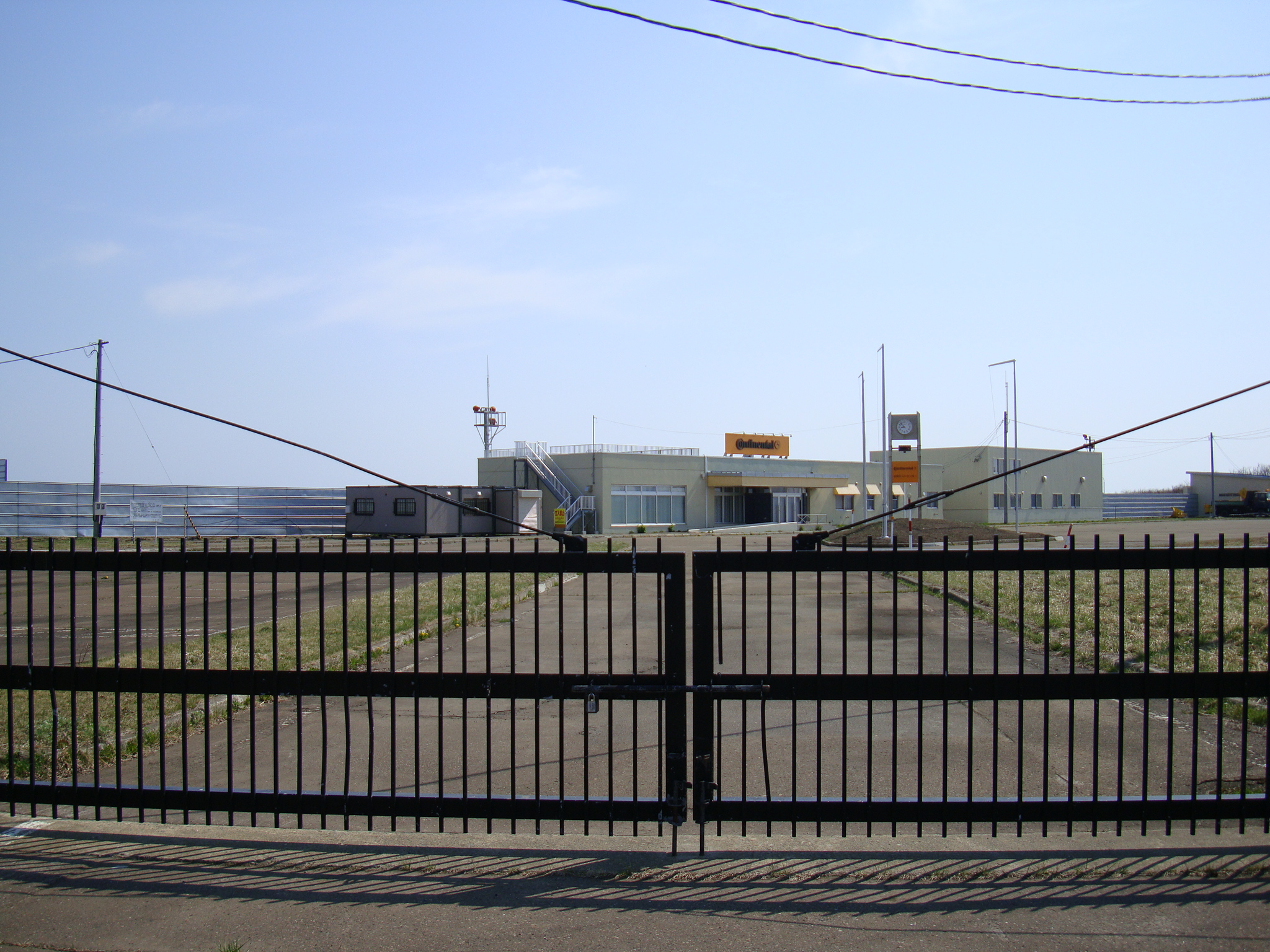
旧空港の様子（2009年）

旧空港アクセス道路であった北海道道554号紋別空港線は2001年（平成13年）10月18日に廃止され紋別市道となった。空港跡地にはコンチネンタル・テーベス（現: コンチネンタル・オートモーティブ）の進出が決まり、同年11月9日に契約が結ばれた。10億円をかけ空港ターミナルビルや滑走路の改修が行われ、2002年（平成14年）2月12日より紋別テストコースとして運用を開始。常駐職員はなく、冬期3箇月間に平均35人の職員が配置され主に自動車のブレーキテストを実施する。
2001年（平成13年）7月14日には、女満別空港から（新）紋別空港へ向かっていた個人の小型機が旧空港の滑走路に誤認着陸する事故が発生した。

### 札幌線の運航
一方の新千歳線はジェット機就航直後こそ好調だったものの、乗客数は増加したが利用率は45 %前後に低迷した。2001年（平成13年）4月1日より機材小型化を兼ねて、YS-11による丘珠線に変更されたが、高速バスの所要時間短縮などが影響しさらに低下した。2002年（平成14年）7月1日にはANKからエアーニッポンネットワーク（現: ANAウイングス、以下AKXと表記）に移管され、旅客定員56名のQ300に変更された。所要時間は短縮したが利用率は向上しなかった。2003年（平成15年）9月30日、紋別行23名、紋別発19名の旅客を運び、翌10月1日付で横浜訓盲学院の不定期便就航以来37年に渡った遠紋圏と道央圏を繋ぐ路線はなくなった。
紋別市などは札幌線の復活に力を注ぎ、2004年（平成16年）は流氷観光と道都大学受験者の利便を図るため、AKXが2月限定で新千歳線を再開させた。これを足掛かりに北海道や航空各社に働きかけたが、2004年（平成16年）度は季節便も就航はなかった。2005年（平成17年）度はJALグループの北海道エアシステム（以下HACと表記）が赤字補填の条件付で、土曜・日曜を除く7月4日から11月まで丘珠線に就航することが決定した。運航機材は旅客定員36名のSaab340で、紋別市では市民を対象とした助成を行い利用率確保に努めたが、土曜・日曜休航では団体旅行も組みづらく低調に推移した。HACは機材整備の都合としてもっとも利用率の低い紋別線の運航を11月15日限りで打ち切った。利用率は38.5 %、紋別市は市民助成に500万円の予算を組んだが、利用は半分程度だった。
冬期は流氷観光で需要が見込めることから、乗り継ぎ需要も見込める新千歳線を要請したが、HACは利用率低迷のほか、整備・乗務員手配の都合などがあり難色を示した。しかしながら新たな路線を模索するHACは紋別線就航も視野に入れており、機材繰りの都合をつけ2006年（平成18年）2月の土曜・日曜8日間限定で新千歳線を就航した。この運航は78.0 %と好調だった。HACへの赤字補填は2,450万円の予算計上に対し、新千歳線の収益で一部相殺され2,270万円となった。
2006年（平成18年）度はJALグループ事業計画の中で土曜・日曜も含めた7月から11月まで運航する方針が固まった。この時点では丘珠線か新千歳線かは未定であったが、紋別市は乗り継ぎ需要が見込める新千歳線とすること、午前中のダイヤとすること、割引運賃の拡充などを要望した。赤字補填も継続するとした。HACは紋別市の意向にほぼ沿う形で新千歳線の就航を決め準備を整えたが、6月13日にまとめた7月の予約状況は予約ゼロの便が3分の1以上あるなど、HACの担当者からしても「異常」な状況だった。7月1日の再開初日こそ68.1 %の利用率であったが以降は低迷した。市民助成を拡大するなど梃入れを行ったが、HACへの赤字補填が約5,000万円と試算されるなど、税金投入に紋別市民の理解が得られるかが問われた。

### 札幌線の廃止
2006年（平成18年）度夏期の札幌線の運航は11月30日をもって終了した。利用率は37.1 %と採算ライン70 %を大きく下回り、前年の丘珠線をも下回った。満席は1便だけで、紋別行35便、紋別発53便が一桁の乗客数だった。赤字補填は約5,300万円となり、紋別市議会では路線維持の是非が議論された。HACは今後の運航については未定で紋別市との協議次第とした。紋別市は2007年（平成19年）2月の流氷観光期運航は赤字補填なしを提示したが、HACは受け入れられないとし運航されないことが決まった。2007年（平成19年）度の運航についても赤字補填の見直しを含めて協議が行われたが、HACは受け入れず丘珠線と新千歳線の廃止を届け出た。座席数が少ない機材であることから採算ラインはクリアできるという紋別市の予想は外れ、多額の税金が注ぎ込まれた。一方で道央圏との航空路線を期待する声は根強く、紋別市は路線再開へ向けて協議を続けている。
2020年（令和2年）2月には北海道による航空ネットワーク調査研究事業として、紋別 - 丘珠にてトライアルチャーター便を土曜・日曜に運航し、需要実態や今後の事業化などの調査が行われた。紋別観光振興公社にて航空券を販売。北海道エアシステムのSaab340が使われた。2021年（令和3年）2月も運航を予定していたが中止となった。

### 東京線の運航
羽田空港発着枠の関係から、新空港開港と同時の東京線就航は実現しなかった。羽田B滑走路拡張に伴う2000年（平成12年）7月1日からの発着枠拡大で、新空港開港により就航する路線へ優先的に配分する特定枠として紋別線に1往復が割り当てられた。これを受けてANKと親会社の全日本空輸（以下ANAと表記）は同年7月1日からの東京 - 紋別線就航を発表、7月1日、第1便が就航した。機材は新千歳線と同じ旅客定員126名のB737-500で、当初は7月から10月までの夏期と2月・3月の流氷観光期に運航する季節便とされた。就航1箇月間の利用率が55.9 %とまずまずの数値であったころから、運輸省とANKで協議の結果通年運航となった。貨物でも紋別で朝水揚げされた海産物が当日中に東京に到着できるなど、各方面で効果が高まる東京線就航開始だった。
2008年（平成20年）10月30日、紋別市にANAのネットワーク戦略部長を招いて講演会が行われ、東京線は採算ラインの60 %に届いていないことから利益が出ず厳しい状況であることが報告された。この中で、他空港の事例として能登の能登空港#搭乗率保証制度や、宮古・石垣の本土直行便廃止事例が紹介された。搭乗率保証制度はHAC札幌線での赤字補填に近いが、目標値を上回った場合にANAから利益還元が受けられる点が異なる。直行便廃止事例は、本土 - 那覇および那覇 - 宮古・石垣間で増便や機材大型化を実施し乗り継ぎ割引を導入したものである。乗り継ぎは発生するが、1往復の直行便と比べ時間帯が選択でき利便性が向上、加えて那覇 - 先島間の需要も取り込み乗客は予想以上に増えているという。これを応用し、東京線を新千歳線2往復程度に振り替えれば、新千歳から各地への乗り継ぎ需要に加えて札幌への移動需要も期待できるとした。これはあくまで私案でANAとしての決定ではないと断りがあったが、検討してもらいたいとも付け加えられた。
2011年（平成23年）8月、同年10月30日から2012年（平成24年）1月31日まで東京線を一時休止・新千歳線を一時再開させて乗り継ぎ便とする方針が明らかになった。東京線は特定枠であるため、路線引き継ぎを表明した航空会社に枠が移管されるが、就航を希望する航空会社がないため特例として経由便が認められている。計画では東京発は直行便と同程度の出発時刻、紋別発は15時頃の1日1往復を予定する。新千歳 - 紋別間はジェット機を使用し、移動時間は通算約3時間である。運賃は直行と同水準に抑えられるが新千歳ではいったん降機が必要となるなど、乗り換えの手間を嫌って集客に影響が出る懸念が広がっている。
2002年（平成14年）に59.1 %の利用率となったのを最高に、以後は微減傾向が続き、2007年（平成19年）は53.8 %だった。景気悪化による観光客・出張客の減少、女満別や旭川への利用客流出があり、2010年現在微減傾向は止まっていない。航空会社は経営維持のため地方路線縮小を進めており、搭乗率保証制度案あるいは新千歳線振替案があるように東京線と言えども安心できない状況にある。紋別市の各種対策は利用率向上に結び付いておらず、2011年（平成23年）の東京線一時休止も一部市議会議員の間では廃止へ向けた前提ととられている。ANAは東京線休止の間に路線存廃を検討するとしており、東京線および紋別空港自体の維持へ向けた新たな戦略が問われている。その後2019年度は60.9 %、2020年度は新型コロナウイルスの影響による減少で30.6 %と推移している。
また主にマイル修行を目的に東京線を日帰りで単純往復する乗客も存在し、SNSで「紋別タッチ」と通称されており、2021年9月から紋別地区のANA総代理店を務める紋別観光振興公社がFacebook「ANAプレミアムメンバー」グループとの協力で日帰り客をターゲットとした振興策を開始。振興公社職員と地元ホテル職員による乗客の出迎えやスタンプカードによる往復回数に応じたステッカーの贈呈、5回以上往復した乗客名の空港内掲示やTシャツ・弁当の配布などといった活動を展開し乗客数が2020年度23,754名から2021年度には37,374名に増加し内17.8%が日帰り目的の乗客となった。紋別市内の経営者の紹介で振興企画を複数考案したパラダイス山元は紋別タッチの生みの親とも評されたが、その後2023年1月末には紋別タッチ関連サービスが終了され紋別空港利用促進協議会に振興策を委ねる形としており利用者から不信の意見が挙げられている。また山元は振興公社との業務委託契約で報酬の未払を主張し内容証明を送付、財界さっぽろの取材に対し振興公社側は報酬支払の義務は無いと示し山元側からの追加抗議は行われていないと回答している。その後紋別タッチ振興事業に深く関わった観光振興公社取締役の贈賄問題もあり2023年には事業縮小が表明されるもタッチ回数ボードなどの掲示が継続されたが、2025年3月をもって観光振興公社によるタッチ振興事業を終了、掲示されていたネームプレートは当面空港内で保管する形としている。

### 年表

#### 旧空港
- 1966年（昭和41年）
  - 7月21日 - 紋別空港開港。管理は紋別市
  - 8月11日 -  横浜訓盲学院、旭川空港と丘珠空港への不定期路線と遊覧飛行開設。旭川空港線は同年限りで廃止
  - 9月30日 -  対空通信業務開始
  - 11月1日 -  紋別NDB (MV)運用開始
- 1972年（昭和47年） 5月30日 -  横浜航空が事故により運航停止。発着便がない状態となる
- 1973年（昭和48年） 8月1日 -  北海道の管理に変更
- 1974年（昭和49年）10月15日 -  日本近距離航空により丘珠空港線再開
- 1990年（平成2年）8月1日 -  エアーニッポン (ANK)、千歳空港線開設
- 1993年（平成5年）12月8日 -  紋別NDB (MV)廃止
- 1998年（平成10年）5月1日 - ANK、新千歳空港線休止
- 1999年（平成11年）11月11日 - すべての業務を新紋別空港へ移管、廃止。ANK、丘珠空港線休止
- 2001年（平成13年）7月14日 - 空港移転を知らなかった個人所有機が旧空港に着陸する重大インシデントが発生[54]

#### 現空港
- 1999年（平成11年）11月11日 - 新紋別空港開港、ジェット化。ANK、新千歳空港線再開
- 2000年（平成12年）
  - 3月1日 - 紋別空港に改称
  - 7月1日 - ANK、東京国際空港線開設。季節運航で開設されたが、間もなく通年運航に変更
- 2001年（平成13年）4月1日 - ANK、新千歳空港線休止・丘珠空港線再開
- 2002年（平成14年）7月1日 - ANK、丘珠空港線をエアーニッポンネットワーク (AKX)へ移管
- 2003年（平成15年）10月1日 - AKX、丘珠空港線廃止
- 2004年（平成16年）
  - 2月1日 - AKX、新千歳空港線に1箇月限定就航
- 2005年（平成17年）
  - 7月4日 - 北海道エアシステム (HAC)、丘珠空港線に11月30日まで（土曜・日曜は休航）就航
  - 11月16日 - HAC、丘珠空港線を当初予定を繰り上げ終了
- 2006年（平成18年）
  - 2月1日 - HAC、新千歳空港線に2月の土曜・日曜限定就航
  - 7月1日 - HAC、新千歳空港線に11月30日まで就航
- 2007年（平成19年）2月28日 - HAC、新千歳空港線と丘珠空港線の廃止を届け出
- 2011年（平成23年）10月30日 - ANA、東京国際空港線を2012年（平成24年）1月31日まで一時休止。同期間、新千歳空港線を再開させ乗継便とする。2012年度と2013年度も10月下旬より1月31日まで実施。
- 2015年（平成27年）3月31日 - 東京航空局紋別空港出張所閉所

## 施設

### 空港ターミナルビル

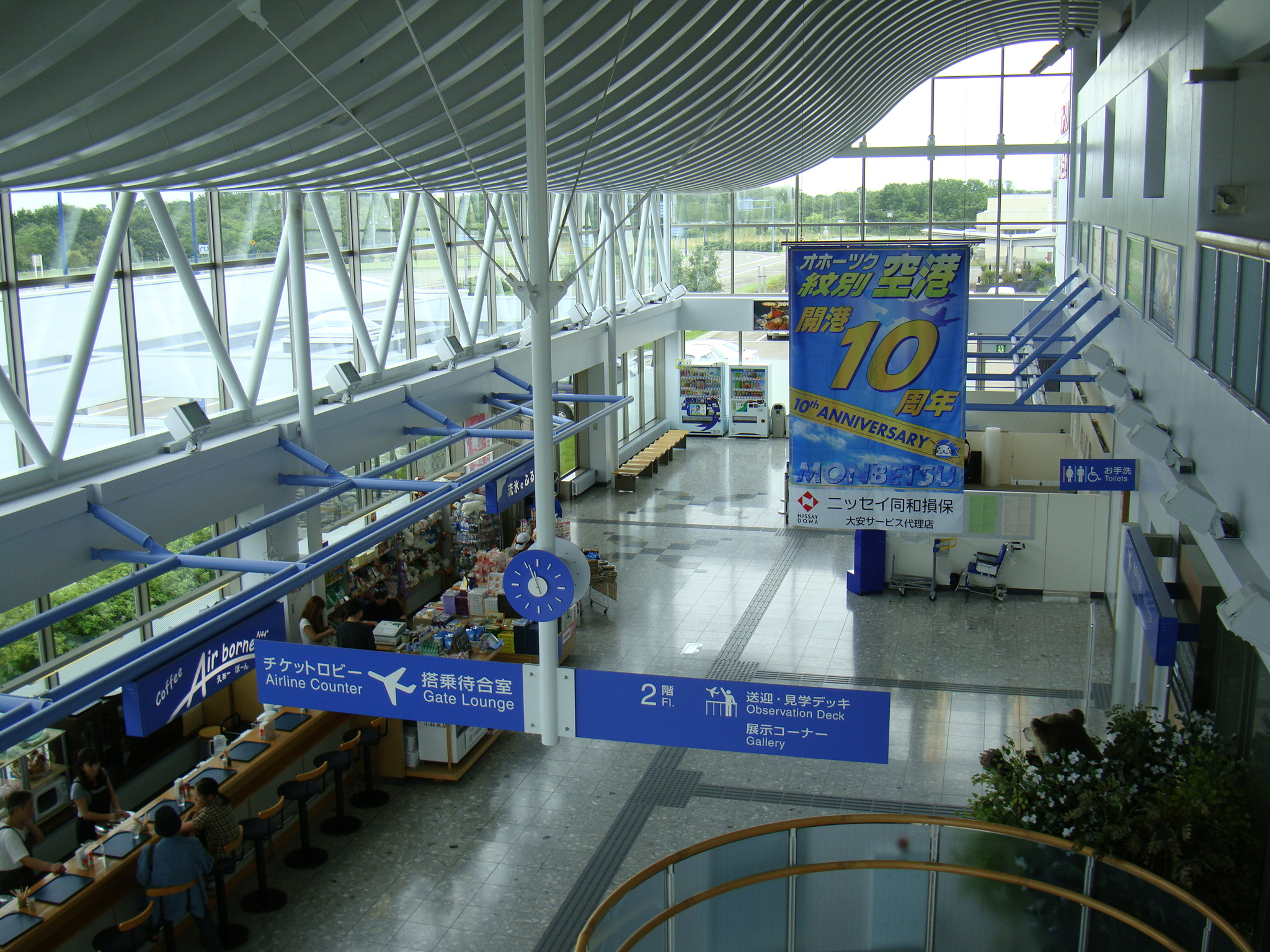
1階の様子

空港ターミナルビルは滑走路北東側に1棟あり、紋別市の第三セクター「オホーツク紋別空港ビル株式会社」が管理運営する。地上2階建てで延べ面積は1,993.17平方メートル。屋根やロビーの天井はうねりを表現した独特な形をしており、海の青さを強調した色使いなど、オホーツクの玄関口であることを意識している。
- 1階 - 航空会社カウンター・事務所、出発・到着ロビー、搭乗待合室、売店、喫茶店、レンタカー会社カウンター、紋別警察署警備派出所[55]
- 2階 - 送迎デッキ（無料）、展示コーナー、会議室、空港ビル事務所[55]

## 路線

### 国内線
- 全日本空輸 (ANA) [56]
  - 東京国際空港（羽田空港）[57]

### 休廃止路線
- 旭川空港
  - 1966年（昭和41年）8月11日 - 1966年（昭和41年）10月28日、横浜訓盲学院（不定期便）
- 丘珠空港
  - 1966年（昭和41年）8月11日 - 1972年（昭和47年）5月30日、横浜訓盲学院・横浜航空（不定期便）
  - 1974年（昭和49年）10月15日 - 1999年（平成11年）11月10日、日本近距離航空・エアーニッポン
  - 2001年（平成13年）4月1日 - 2003年（平成15年）9月30日、エアーニッポン・エアーニッポンネットワーク
  - 2005年（平成17年）7月4日 - 2005年（平成17年）11月15日、北海道エアシステム
- 新千歳空港
  - 1990年（平成2年）8月1日 - 1998年（平成10年）4月30日、エアーニッポン
  - 1999年（平成11年）11月11日 - 2001年（平成13年）3月31日、エアーニッポン
  - 2004年（平成16年）2月1日 - 2004年（平成16年）2月29日、エアーニッポンネットワーク
  - 2006年（平成18年）2月1日 - 2006年（平成18年）2月28日、北海道エアシステム
  - 2006年（平成18年）7月1日 - 2006年（平成18年）11月30日、北海道エアシステム
  - 2011年（平成23年）10月30日 - 2012年（平成24年）1月31日、全日本空輸（同期間、東京国際空港便は運休[58]）
  - 2012年（平成24年）10月28日 - 2013年（平成25年）1月31日、全日本空輸（同上[59]）
  - 2013年（平成25年）10月27日 - 2014年（平成26年）1月31日、全日本空輸（同上[60]）

## アクセス

### バス
北紋バス（空港連絡バス）
- 紋別バスターミナル・南が丘・元紋別 - 紋別空港

航空便に接続運行。2012年（平成24年）3月31日までは有償運行していたが、翌4月1日より紋別市が負担する無料送迎バスとなった。
北紋バス・北海道北見バス（路線バス）
- 遠軽 - 湧別 - 小向 - 紋別空港 - 元紋別 - 南が丘 - 紋別

航空便近接時間のみ「紋別空港」バス停（ターミナルビル前）に停車。その他の時間帯は「オホーツク紋別空港」バス停（国道沿い）のみ停車。
紋別観光振興公社（貸切バス）
- 遠軽町・湧別町 - 紋別空港

航空便利用者限定、完全予約制。

### 自家用車

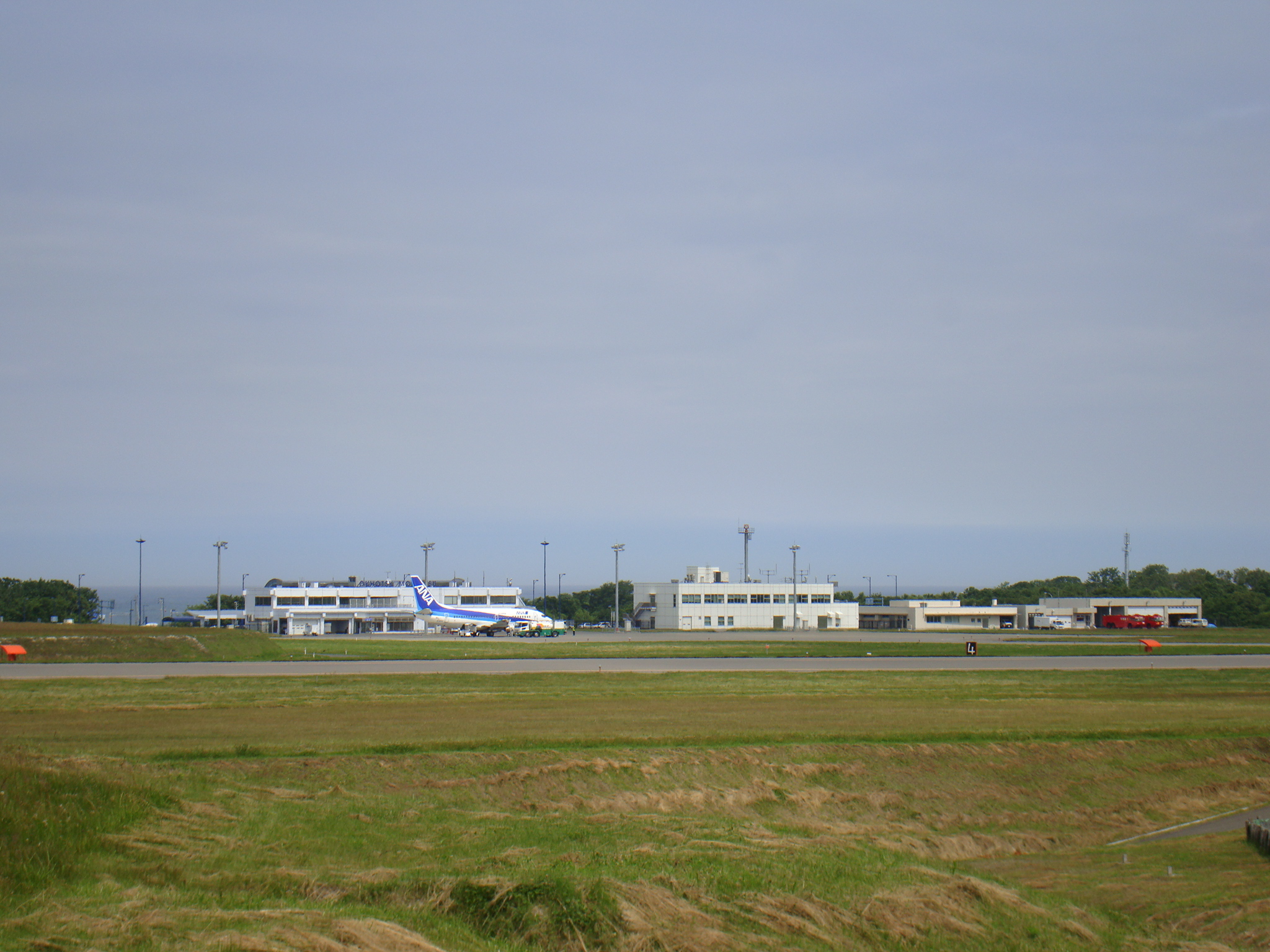
空港裏の北海道道873号より撮影 奥に海が見える

国道238号から北海道道1151号新紋別空港線。240台収容可能の無料駐車場を設置する。

## その他（2015年4月1日以降）
- 紋別VORDME/ILSが整備されているものの、保守官所は新千歳空港システム運用管理センターである